# Ключ 46
Ключ 46 (трад. и упр. 山) — ключ Канси со значением «гора»; один из 34, состоящих из трёх штрихов.
В словаре Канси есть 636 символов (из 49 030), которые можно найти c этим радикалом.

## История
На древней идеограмме китайцы изобразили гору с тремя вершинами, по другой версии прообразом стало изображение горы и деревьев, растущих на ней (в переносном смысле иероглиф обозначает «лес»).
Самостоятельно иероглиф используется в значениях: «гора», «рудник», «прииск», «копи», «груда», «куча».
Это сильный ключевой знак.

Вид в Цзиньвэнь
Вид в Цзягувэнь
Вид в Цзянбо
Вид в большой печати Чжуаньшу
Вид в малой печати Чжуаньшу

В словарях находится под номером 46.

## Значение
1. Поднятая часть земли.
2. Гора, груда, куча.
3. Курган.
4. Высокий.
5. В китайской философии Восемь триграмм (кит. 八卦, пиньинь bāguà) является стихией триграммы ☶ — 艮 — Gěn — Гэнь

## Варианты прочтения
- кит. 山, пиньинь shān, шан.
- яп. さん, san, сан.
- кор. 메 me, ме?, 산 san, сан?.

## Примеры иероглифов
| Доп. штрихи | Иероглифы |
| ----------- | --- |
| 0           | 山 |
| 1           | 乢屲𡴭𡴯 |
| 2           | 屳屴屵屶屷㞤㞥㞦㞧 |
| 3           | 屺屻屼屽屾屿屸屹岀岁岂岃𡵅𡵆𡵉㞨㞩㞪㞫㞬㞭㞮㞯                                                                                           |
| 4           | 岊岋岌岎岏岜岄岅岆岇岈岉岐岑岒岓岔岕岙𡵞𡵺𡵓𡵢𡵸𡶀岗𡶁㞰㞱㞲㞳㞴㞵㞶㞸                                                                   |
| 5           | 峀岝岞岟岠岡岢岣岤岥岦岧岨岩岪岫岬岭岮岯岰岱岲岳岴岵岶岷岸岹岺岻岼岾岿峀峁峂峃峅𡶜𡶐𡶒𡶡𡶨㞹㞺㞻㞼㞽㞾㞿㟀㟁㟂㟃                         |
| 6           | 𪨰岍峆峇峈峉峊峋峌峍峎峏峐峑峒峓峔峕峖峗峘峙峚峛峜峝峞峟峠峡峢峤峥峦峧𡶶𡶷𡶺𡷑㟄㟅                                                       |
| 7           | 峨峩峪峫峬峭峮峯峰峱峲峳峴峵島峷峸峹峺峻峼峽峾峿崀崁崂崃崄崅𡷠𡷫𡷹𡸏𡸇㟇㟈㟉㟊㟋㟌㟍㟎㟏㟐㟑㟒㟓㟔㟕㟖                                   |
| 8           | 崊崋崌崍崎崏崚崛崜崝崞崟崪崫崬崮崯崆崇崈崉崐崑崒崓崔崕崖崗崘崙崠崡崢崣崤崥崦崧崨崩崰𡸜𡸽𡹞𡹟𡸣𡸳𡸴𡸷𡹠𡹡㟗㟘㟙㟚㟛㟜㟝㟞㟟㟠㟡㟢㟣㟤㟥崙 |
| 9           | 嵃崺崻崼崽崾崿嵋嵌嵍嵎嵏嵛嵜嵝崱崲崳崴崵崶崷崸崹嵀嵁嵂嵃嵄嵅嵆嵇嵈嵉嵐嵑嵒嵓嵔嵕嵖嵗嵘嵙𡺉𡺤𡺥𡺦𡺨㟦㟧㟨㟩㟪㟫㟬㟭㟮㟯﨑                 |
| 10          | 嵮嵫嵊嵞嵟嵪嵫嵬嵭嵮嵯嵠嵡嵢嵣嵤嵥嵦嵧嵨嵩嵰嵱嵲嵳嵴嵵嵶𡻈𡻓𡻔𡻕𡻖𡻗㟰㟱㟲㟳㟴㟵㟶㟷㟸                                                   |
| 11          | 嵼嵺嵻嵼嵽嵾嵿嶊㠀嶋嶌嶍嶎嵷嵸嵹嶀嶁嶂嶃嶄㟻嶅嶆嶇嶈嶉𡼇𡼈㟹㟺㟼㟽㟾㟿㠁㠂㠃㠄                                                           |
| 12          | 嶏嶚嶛嶜嶝嶞嶟嶐嶑嶒嶓嶔嶕嶖嶗嶘嶙嶠嶡嶢嶤嶣嶥𡼏𡼞𡼕𡼸𡼹㠊㠋㠌㠍㠎㠏㠅㠆㠇㠈㠉㠐                                                         |
| 13          | 嶲嶦嶧嶨嶩嶪嶫嶬嶭嶮嶯嶰嶱嶲嶳嶴嶵嶶㠑㠒㠓㠔㠕㠖㠗                                                                                       |
| 14          | 嶷嶸嶹嶺嶼嶽嶾嶿𡽪𡽫𡽾𡽶㠚㠛㠜㠘㠙嶺 |
| 15          | 巀巁巂㠝㠞㠟 |
| 16          | 嶻巃巄𡾞𡾡𡾫𡾬𡾭㠠㠡㠢㠣 |
| 17          | 巆巇巈巉巊巋巌𡾵㠤 |
| 18          | 巍巏巐𡿅㠥㠦 |
| 19          | 巎巑巒巓巔巕巗㠧 |
| 20          | 巖巘巙巚 |
| 25          | 㠨 |

- Примечание: Ваш браузер может отображать иероглифы неправильно.

## Горы
- Священные горы Китая
- Горы Японии
- Горы Кореи